# Bob Currier
Pour les articles homonymes, voir Currier.
Bob Currier (né le 29 novembre 1949 à Cornwall, dans la province de l'Ontario au Canada) est un joueur professionnel canadien de hockey sur glace.

## Carrière de joueur
Bien qu'il ait été un choix de première ronde lors du repêchage de 1969, il n'a jamais atteint la Ligue nationale de hockey. Il joua entre 1969 et 1974 dans les ligues mineures d'Amérique du Nord.

## Statistiques de carrière
| Saison    | Équipe             | Ligue |    | Saison régulière | Saison régulière | Saison régulière | Saison régulière | Saison régulière |   | Séries éliminatoires | Séries éliminatoires | Séries éliminatoires | Séries éliminatoires | Séries éliminatoires |
| Saison    | Équipe             | Ligue | PJ | B                | A                | Pts              | Pun              | PJ               | B | A                    | Pts                  | Pun                  |                      |                      |
| 1969-1970 | As de Québec       | LAH   | 51 | 1                | 4                | 5                | 7                | 1                | 0 | 0                    | 0                    | 0                    |                      |                      |
| 1970-1971 | As de Québec       | LAH   | 67 | 20               | 8                | 28               | 44               | 1                | 1 | 0                    | 1                    | 0                    |                      |                      |
| 1971-1972 | Totems de Seattle  | WHL   | 27 | 1                | 5                | 6                | 13               | -                | - | -                    | -                    | -                    |                      |                      |
| 1971-1972 | Robins de Richmond | LAH   | 13 | 1                | 0                | 1                | 2                | -                | - | -                    | -                    | -                    |                      |                      |
| 1972-1973 | Robins de Richmond | LAH   | 70 | 16               | 10               | 26               | 40               | 3                | 1 | 0                    | 1                    | 2                    |                      |                      |
| 1973-1974 | Gulls de San Diego | WHL   | 4  | 0                | 1                | 1                | 9                | -                | - | -                    | -                    | -                    |                      |                      |
| 1973-1974 | Oilers de Tulsa    | LCH   | 22 | 7                | 4                | 11               | 22               | -                | - | -                    | -                    | -                    |                      |                      |